# Raekwon Davis
Raekwon Davis (Meridian, 21 agosto 1997) è un giocatore di football americano statunitense che milita nel ruolo di defensive end per gli Indianapolis Colts della National Football League (NFL).

## Carriera universitaria
Davis giocò a football con gli Alabama Crimson Tide dal 2016 al 2019. Nella sua prima stagione disputò 7 partite. Il 27 agosto 2017 gli fu sparato alla gamba destra, venendo ricoverato in ospedale. Meno di una settimana dopo, il 2 settembre, fu regolarmente in campo nel debutto stagionale di Alabama contro i Florida State Seminoles, dove fece registrare un sack. Durante la sua terza stagione, Davis divenne noto per avere preso a pugni l'uomo di linea di Missouri lineman Kevin Pendleton durante una partita. Malgrado speculazioni per cui si sarebbe dichiarato eleggibile per il Draft NFL 2019, Davis annunciò che avrebbe fatto ritorno ad Alabama per la sua ultima stagione, in cui fu inserito nella seconda formazione ideale della Southeastern Conference per il secondo anno consecutivo.

## Carriera professionistica

### Miami Dolphins
Davis fu scelto dai Miami Dolphins nel corso del secondo giro (56º assoluto) del Draft NFL 2020. Debuttò come professionista nella gara del primo turno contro i New England Patriots mettendo a segno un tackle. A fine stagione fu inserito nella formazione ideale dei rookie dalla Pro Football Writers Association dopo avere fatto registrare 40 placcaggi in 16 presenze, 12 delle quali come titolare.

### Indianapolis Colts
Il 15 marzo 2024 Davis firmò un contratto biennale con gli Indianapolis Colts.

## Palmarès
- PFWA All-Rookie Team - 2020